# Lipschitzia divaricata
 Lipschitzia divaricata   (Turcz.) Zaika, Sukhor. & N. Kilian, 2020  è una pianta angiosperma dicotiledone della famiglia delle Asteraceae. Lipschitzia divaricata  è anche l'unica specie del genere Lipschitzia  Zaika, Sukhor. & N. Kilian, 2020,

## Etimologia
Il nome del genere è stato dato in ricordo di Sergey Yu. Lipschitz (1905-1983), botanico russo e autore di una monografia sul genere Scorzonera.
Il nome scientifico della specie è stato definito per la prima volta dai botanici Nicolai Stepanowitsch Turczaninow (1796-1863), Maxim A. Zaika, Alexander Petrovich Sukhorukov (1967-) e Norbert Kilian (1957-) nella pubblicazione " PhytoKeys" (PhytoKeys 137: 62) del 2020. Il nome scientifico del genere è stato definito per la prima volta nella stessa pubblicazione.

## Descrizione
Habitus. L'habitus delle specie di queste piante è di tipo subarbustivo perenne con superfici sia glabre o mollemente pubescenti. Gli steli sono lisci con residui di guaine fogliari. Gli organi interni di queste piante contengono lattoni sesquiterpenici.
Foglie. Le foglie, sessili, lungo il fusto sono disposte in modo alterno. La lamina è continua con forme da lineari a filiformi, apici acuti e base attenuata. Il contorno può essere intero o in alcuni casi di tipo pennatosetto. I margini sono continui o dentati. La superficie è glabra o tomentosa, ma mai ispida o irsuta. Le venature sono parallele. Lunghezza: 1 cm.
Infiorescenza. Le infiorescenza, terminali, divaricate e con intricate ramificazioni, sono composte da numerosi capolini. I capolini, per lo più peduncolati, omogami e radiati, sono composti da un involucro formato da diverse brattee embricate in due serie che fanno da protezione al ricettacolo sul quale s'inseriscono i fiori ligulati. Le brattee hanno forme da triangolari a ovate; a volte possono essere connate. Il ricettacolo è nudo (senza pagliette).
Fiori. I fiori (4 - 5 per capolino) sono tetra-ciclici (ossia sono presenti 4 verticilli: calice – corolla – androceo – gineceo) e pentameri (ogni verticillo ha in genere 5 elementi). I fiori sono inoltre ermafroditi e zigomorfi.
- Formula fiorale:

*/x K {\displaystyle \infty }, [C (5), A (5)], G 2 (infero), achenio
- Calice: i sepali del calice sono ridotti ad una coroncina di squame.
- Corolla: le corolle sono formate da una ligula terminante con 5 denti; il colore è giallo; la superficie può essere sia pubescente che glabra; le ligule in genere sono incurvate all'esterno (disposizione radiale).
- Androceo: gli stami sono 5 con filamenti liberi e distinti, mentre le antere sono saldate in un manicotto (o tubo) circondante lo stilo.[12] Le antere alla base sono acute. Il polline è tricolporato (con due lacune), è echinato (con punte) e anche "lophato" (la parte più esterna dell'esina è sollevata a forma di creste e depressioni).[13]
- Gineceo: lo stilo è filiforme. Gli stigmi dello stilo sono due divergenti, filiformi, ricurvi con la superficie stigmatica posizionata internamente (vicino alla base).[14] L'ovario è infero uniloculare formato da 2 carpelli.

Frutti. I frutti sono degli acheni con pappo. Gli acheni, ristretti all'apice, hanno 10 nervature longitudinali. La superficie glabra o con ghiandole (raramente è sericea). Il pappo è piumoso per morbide proiezioni laterali (pappo fimbriato). Il carpoforo è assente; i tannini sono presenti. Il pappo, colorato di bianco sporco, è inserito in un anello cartilagineo all'apice dell'achenio. Lunghezza degli acheni: 6 – 10 mm. Lunghezza del pappo: 5 – 8 mm.

## Biologia
- Impollinazione: l'impollinazione avviene tramite insetti (impollinazione entomogama tramite farfalle diurne e notturne).
- Riproduzione: la fecondazione avviene fondamentalmente tramite l'impollinazione dei fiori (vedi sopra).
- Dispersione: i semi (gli acheni) cadendo a terra sono successivamente dispersi soprattutto da insetti tipo formiche (disseminazione mirmecoria). In questo tipo di piante avviene anche un altro tipo di dispersione: zoocoria. Infatti gli uncini delle brattee dell'involucro si agganciano ai peli degli animali di passaggio disperdendo così anche su lunghe distanze i semi della pianta.

## Distribuzione e habitat
L'areale di queste piante è relativo alla Mongolia e al nord della Cina.

## Tassonomia
La famiglia di appartenenza di questa voce (Asteraceae o Compositae, nomen conservandum) probabilmente originaria del Sud America, è la più numerosa del mondo vegetale, comprende oltre 23.000 specie distribuite su 1.535 generi, oppure 22.750 specie e 1.530 generi secondo altre fonti (una delle checklist più aggiornata elenca fino a 1.679 generi). La famiglia attualmente (2021) è divisa in 16 sottofamiglie.

### Filogenesi
Questo genere appartiene alla sottotribù Scorzonerinae della tribù Cichorieae (unica tribù della sottofamiglia Cichorioideae). In base ai dati filogenetici la sottofamiglia Cichorioideae è il terz'ultimo gruppo che si è separato dal nucleo delle Asteraceae (gli ultimi due sono Corymbioideae e Asteroideae). La sottotribù Scorzonerinae è il secondo clade che si è separato dalla tribù.
La tribù Scorzonerinae è individuata dai seguenti principali caratteri:
- l'indumento di queste piante è morbido fatti di piccoli peli;
- le foglie sono parallelinervie indivise;
- le setole del pappo sono provviste di morbide proiezioni laterali (una fila di cellule appiattite);
- il polline è tricolporato con 2 lacune;
- l'areale (nativo) della sottotribù è relativo al Vecchio Mondo.

All'interno della sottotribù sono stati individuati diversi cladi, alcuni in posizione politomica. Il genere di questa voce, da un punto di vista della filogenesi, si trova in una posizione abbastanza centrale ed è vicino ai generi Geropogon e Tragopogon (formano un gruppo fratello). Questa specie tradizionalmente è descritta come Scorzonera divaricata Turcz..
I caratteri distintivi per le specie di questo genere ( Lipschitzia) sono:
- le infiorescenze sono divaricate e con intricate ramificazioni;
- i capolini hanno 4 – 5 fiori;
- il pappo è lungo 5 – 8 mm, bianco sporco;
- l'areale di queste piante è relativo alla Mongolia e al nord della Cina.

Il numero cromosomico delle specie di questo genere è: 2n = 14 (diploide).

### Sinonimi
Sono elencati alcuni sinonimi per questa entità:
- Scorzonera divaricata Turcz.
- Scorzonera roylei  DC.